# Tanzániai labdarúgó-válogatott
A tanzániai labdarúgó-válogatott (becenevükön: Taifa Stars) Tanzánia nemzeti csapata, melyet a tanzániai labdarúgó-szövetség irányít. A csapat 1980-ban szerepelt először az Afrikai Nemzetek Kupájában, labdarúgó-világbajnokságra még egyszer sem jutott ki.

## Nemzetközi eredmények
CECAFA Kupa
- Aranyérmes: 2 alkalommal (1974, 1994)
- Ezüstérmes: 5 alkalommal

## Világbajnoki szereplés
- 1930 - 1970 - Nem indult
- 1974 - Nem jutott ki
- 1978 - Visszalépett
- 1982 - 1986 - Nem jutott ki
- 1990 - Nem indult
- 1994 - Visszalépett
- 1998 - 2018 - Nem jutott ki

## Afrikai nemzetek kupája-szereplés
| Év   | Eredmény      |
| ---- | ------------- |
| 1957 | Nem indult    |
| 1959 | Nem indult    |
| 1962 | Nem indult    |
| 1963 | Nem indult    |
| 1965 | Nem indult    |
| 1968 | Visszalépett  |
| 1970 | Nem jutott be |
| 1972 | Nem jutott be |
| 1974 | Nem jutott be |
| 1976 | Nem jutott be |

| Év   | Eredmények    |
| ---- | ------------- |
| 1978 | Nem jutott be |
| 1980 | Csoportkör    |
| 1982 | Visszalépett  |
| 1984 | Nem jutott be |
| 1986 | Visszalépett  |
| 1988 | Nem jutott be |
| 1990 | Nem jutott be |
| 1992 | Nem jutott be |
| 1994 | Visszalépett  |
| 1996 | Nem jutott be |

| Év   | Eredmények    |
| ---- | ------------- |
| 1998 | Nem jutott be |
| 2000 | Nem jutott be |
| 2002 | Nem jutott be |
| 2004 | Visszalépett  |
| 2006 | Nem jutott be |
| 2008 | Nem jutott be |
| 2010 | Nem jutott be |
| 2012 | Nem jutott be |
| 2013 | Nem jutott be |
| 2015 | Nem jutott be |

## Mérkőzések

### Következő mérkőzések
| Időpont         | Kiírás     | Helyszín                | Ellenfél         |
| --------------- | ---------- | ----------------------- | ---------------- |
| 2010. január 4. | Barátságos | Tanzánia, Dar es-Salaam | Elefántcsontpart |
| 2010. január 7. | Barátságos | Tanzánia, Dar es-Salaam | Elefántcsontpart |